# Очеретянка-куцохвіст тиморська
Очеретянка-куцохвіст тиморська (Urosphena subulata) — вид горобцеподібних птахів родини Cettiidae.

## Поширення
Вид поширений на острові Тимор і сусідніх дрібних островах — Ветар, Атауро, Роті і Бабар.

## Підвиди
- U. s. subulata (Sharpe, 1884) — основна частина ареалу;
- U. s. advena (E. J. O. Hartert, 1906) — острів Бабар.